# Televisión Pública Pampeana
El Canal 3 de Santa Rosa, más conocido como Televisión Pública Pampeana y estilizado como TVPP, es un canal de televisión abierta argentino que transmite desde la ciudad de Santa Rosa. El canal se llega a ver en gran parte de la Provincia de La Pampa a través de repetidoras. Es operado por el Gobierno de la Provincia de La Pampa.

## Historia
El 8 de septiembre de 1969, mediante el Decreto 5068, el Poder Ejecutivo Nacional adjudicó al Gobierno de la Provincia de La Pampa una licencia para explotar la frecuencia del Canal 3 de la ciudad de Santa Rosa, capital de esa provincia.
En 1971, mediante el Decreto Provincial 2239, solicitó la aprobación de la reglamentación de la emisora.
La licencia inició sus transmisiones regulares el 30 de noviembre de 1972 como LU 89 TV Canal 3 de Santa Rosa.
En esa época, el material a transmitir llegaba vía aérea y los trabajadores del medio tenían que ir a buscarlo cuando llegara el avión de Aerolíneas Argentinas. Siendo así, era información diferida, es decir, que versaba sobre hechos del día anterior. Abel Cuenya fue el primer director del canal y a fines de los años 70 y comienzos de los años 80, se festeja en el predio de la emisora la tradicional "barrileteada".
Varias empresas se encargaban de suministrar las videocintas a los canales del interior, donde venían películas, informativos y hasta telenovelas que eran compradas para el disfrute de la ciudadanía local.
La mascota del canal era representada como el "pumita" y el eslogan El canal de la familia pampeana.
La extinta Ley de Radiodifusión, implementada por la última dictadura militar, otorgaba la potestad a la señal pampeana para transmitir los partidos de la Selección Argentina de fútbol, así como cualquier otro evento de magnitud que fuera importante.
En 1978, el Gobierno provincial y el Estado decidieron instalar una serie de repetidoras desde Bahía Blanca en el sudoeste de la vecina provincia de Buenos Aires hasta Santa Rosa para lograr transmitir en vivo los partidos del Mundial de fútbol que se disputó en Argentina.
En esos años, Canal 3 ya contaba con tecnología actualizada de la época y estaba preparado para recibir la señal a color. Sin embargo, la televisión en Argentina aún se emitía en blanco y negro. Esta situación recién cambiaría en mayo de 1979.
El enlace contaba con alrededor de 6 repetidoras, por lo cual no se podía cortar ningún salto porque si no se interrumpía la transmisión a todas las localidades. Tal situación obligaba a tener un empleado en cada repetidora, que se encargara de encender el grupo electrógeno y poner en marcha los equipos. Era un trabajo casi artesanal, según las posibilidades que planteaba la época.
La tecnología fue avanzando, y en 1985 comenzaron a aparecer los Circuitos Cerrados de Televisión. El primero en la provincia fue Canal 2, al que luego se sumó Pampa TV y más tarde fueron surgiendo en otras localidades de la provincia.
Para 2021, aún hay empresas o cooperativas que prestan el servicio de circuito cerrado y continúan operando en algunos pueblos del interior pampeano. El Gobierno provincial sigue insistiendo en la misma senda, y como ejemplo puede citarse la creación de la Empresa Pampeana de Telecomunicaciones S.A.P.E.M. (EMPATEL).
En mayo de 1998, Canal 3 comenzó a transmitir vía satélite.
En junio de 1999, mediante la Resolución 11793, la Secretaría de Comunicaciones autorizó a Canal 3 a realizar pruebas en la Televisión Digital Terrestre bajo la normativa ATSC (normativa que fue dispuesta mediante la Resolución 2357 de 1998). Para ello se le asignó el Canal 4 en la banda de VHF.
La Autoridad Federal de Servicios de Comunicación Audiovisual, mediante las resoluciones 445 del 9 de junio de 2011 y 689 del 24 de junio, autorizó al Canal 3 a realizar pruebas en la Televisión Digital Terrestre bajo el estándar ISDB-T (adoptado en Argentina mediante el Decreto 1148 de 2009). Para ello se le asignó el Canal 30 en la banda de UHF.
En agosto de 2012, Canal 3 comenzó a emitir en el canal 30.1 de la TDA de Santa Rosa.
En agosto de 2016, los canales públicos de la Patagonia (incluido Canal 3) conformaron la «Red Patagónica de la Televisión Pública» con el objetivo de permitir a los televidentes acceder a un noticiero regional patagónico con información de actualidad política, económica, deportiva, cultural y turística.
El 2 de julio de 2019, Canal 3 comenzó a emitir programación en HD.
Desde septiembre de 2021, Canal 3 estará disponible a las grillas de las 8 cooperativas locales de la provincia.
El 17 de junio de 2022, Canal 3 pasó a llamarse Televisión Pública Pampeana como parte de un cambio de imagen en el canal.
En la tarde del 28 de agosto de 2022, frente a los actuales estudios del Canal 3 (que se encuentran a la vera de la Ruta Nacional 35) fueron desatados por un incendio. En ese momento no hubo cuantiosos daños materiales, pero sí afectó un sector cercano al perímetro en inmediaciones del acceso al lugar, y rápidamente fue controlado.
Desde el 17 de noviembre del 2022, se encuentra disponible en DirecTV, en la señal 139.

## Programación
Actualmente, parte de la programación del canal consiste en retransmitir los contenidos de los canales públicos Encuentro y Pakapaka.
La señal también posee programación local, entre los que se destacan Noticiero 3 (que es el servicio informativo del canal), De frente al campo (programa matutino agropecuario), Punto de encuentro (magazine matutino), UNLPam TV (programa de noticias de la Universidad Nacional de La Pampa), Encuentro de tarde (magazine de la tarde) y Tribuna (programa deportivo) entre otros programas locales.

## Noticiero 3
Es el servicio informativo del canal con principal enfoque a la Provincia de La Pampa. Actualmente, posee tres ediciones que se emiten de lunes a viernes (a las 12:00, a las 21:00 y a la medianoche).
Desde el 17 de septiembre de 2016, Canal 3 emite un panorama semanal de noticias llamado «Resumen Patagónico de Noticias», del cual participan los servicios informativos de los canales que conforman la Red Patagónica de la Televisión Pública (incluido el de Canal 3).

## Repetidoras
Canal 3 cuenta con repetidoras en la Provincia de La Pampa. De las 22 que tiene autorizada el canal, sólo son reconocidas 21 como repetidoras en funcionamiento y estas retransmiten la señal que es enviada desde el propio telepuerto y emitida vía satélite ARSAT-1.
| Provincia de La Pampa | Provincia de La Pampa                |
| --------------------- | ------------------------------------ |
| Canal                 | Localización de la repetidora        |
| 5                     | 25 de Mayo                           |
| 7                     | Alpachiri                            |
| 13                    | Casa de Piedra                       |
| 13                    | Chacharramendi                       |
| 9                     | Conhelo                              |
| 11                    | Cuchillo Có                          |
| 13                    | Eduardo Castex                       |
| 6                     | General Acha                         |
| 11                    | Gobernador Duval                     |
| 11                    | Guatraché                            |
| 12                    | Ingeniero Luiggi                     |
| 13                    | Jagüel del Monte (fuera de servicio) |
| 12                    | La Adela                             |
| 11                    | La Humada                            |
| 11                    | La Reforma                           |
| 9                     | Limay Mahuida                        |
| 11                    | Luan Toro                            |
| 9                     | Puelches                             |
| 13                    | Quemú Quemú                          |
| 11                    | Realicó                              |
| 7                     | Santa Isabel                         |
| 7                     | Vértiz                               |